# Christopher Pittman
Christopher Frank Pittman (* 9. April 1989 in Huntsville, Alabama) ist ein US-amerikanischer Mörder im Kindesalter. Im November 2001 erschoss er als 12-Jähriger seine Großeltern. Am 15. Februar 2005 wurde er für diese Tat trotz seines jungen Alters von einem Gericht in Charleston, South Carolina wegen Doppelmordes zu 30 Jahren Haft verurteilt.

## Der Fall
Im November 2001 erschoss Christopher Pittman mit einer Flinte seine Großeltern Joy und Joe Pittman im Schlaf. Anschließend zündete er deren Haus an und flüchtete, wurde jedoch kurz darauf von der Polizei gestellt. Vorausgegangen war der Tat ein Streit zwischen dem Jungen und seinem Großvater, da dieser ihn wegen einer Schlägerei in der Schule in seinem Zimmer eingesperrt hatte.
Der Fall sorgte aus zwei Gründen weltweit für Aufsehen. Zum einen war Christopher Pittman zum Zeitpunkt der Tat erst 12 Jahre alt, zum anderen stand er damals unter dem Einfluss des Antidepressivums Zoloft. Sein Anwalt plädierte auf Schuldunfähigkeit, da der Junge unter dem Einfluss des Medikaments nicht in der Lage gewesen sei, klar zu denken. Ein Gutachter kam letztendlich zu dem Schluss, dass eine solche Schuldunfähigkeit nicht mit Sicherheit festzustellen sei. Christopher Pittman wurde daraufhin für voll schuldfähig befunden und zu einer 30-jährigen Haftstrafe verurteilt. Dies entspricht, nach den Gesetzen des Staates South Carolina, der Höchststrafe für einen wegen Mord verurteilten Jugendlichen.
Nach einem Zivilprozess gegen seine Verteidiger, die beschuldigt wurden, Pittmans Interessen unzureichend vertreten und seinen gerichtlich bestellten Vormund nicht einbezogen zu haben, wurde das Urteil im Jahr 2010 aufgehoben. In einem neuen Verfahren akzeptierte Pittman eine Verurteilung zu 25 Jahren ohne Bewährung. Eine Bewährungsaussetzung ist für Pittman nicht vorgesehen. Als frühestmöglicher Zeitpunkt für seine Haftentlassung wurde der Februar 2023 angegeben, wenn Pittman 85 % der Strafe verbüßt hat.

## Zoloft
Christopher Pittman gab während der Verhöre an, eine Stimme habe ihm den Mord an seinen Großeltern befohlen. Er habe zudem zum Zeitpunkt der Tat keine Kontrolle über seine Handlungen gehabt. Verantwortlich hierfür sei, nach Aussage seines Anwalts, das Antidepressivum Zoloft. Pittman hatte das in den USA frei erhältliche Medikament des Pharmakonzerns Pfizer seit 1999 eingenommen. Seitdem waren mehrfach starke Stimmungsschwankungen bis hin zu Selbstmordgedanken aufgetreten, wie sein Hausarzt vor Gericht aussagte.
Der Pharmakonzern Pfizer wies sämtliche Anschuldigungen gegen das Medikament Zoloft zurück und verwies auf eine Testreihe, bei der keine derartigen Nebenwirkungen aufgetreten seien. Die Arzneimittelzulassungsbehörde der USA, die FDA, ließ das Medikament inzwischen dennoch mit dem Warnhinweis versehen, dass durch die Einnahme von Zoloft die Selbstmordgefahr bei Jugendlichen steige und ein erhöhtes Aggressionspotential auftreten könne (Wie bei allen SSRI). Die FDA erwägt nun eine Studie zum Verbot des Medikaments auf dem amerikanischen Markt. In den meisten Ländern Europas, so auch in Deutschland, ist Zoloft als verschreibungspflichtiges Medikament erhältlich.
Stimmungsschwankungen und Selbstmordgedanken treten in der Bevölkerung auch ohne Einnahme von Medikamenten auf. Statistisch verlässliche Zahlen als Vergleichswerte für die Bewertung von Pharmaka liegen nicht vor.